# ذراع الجبار

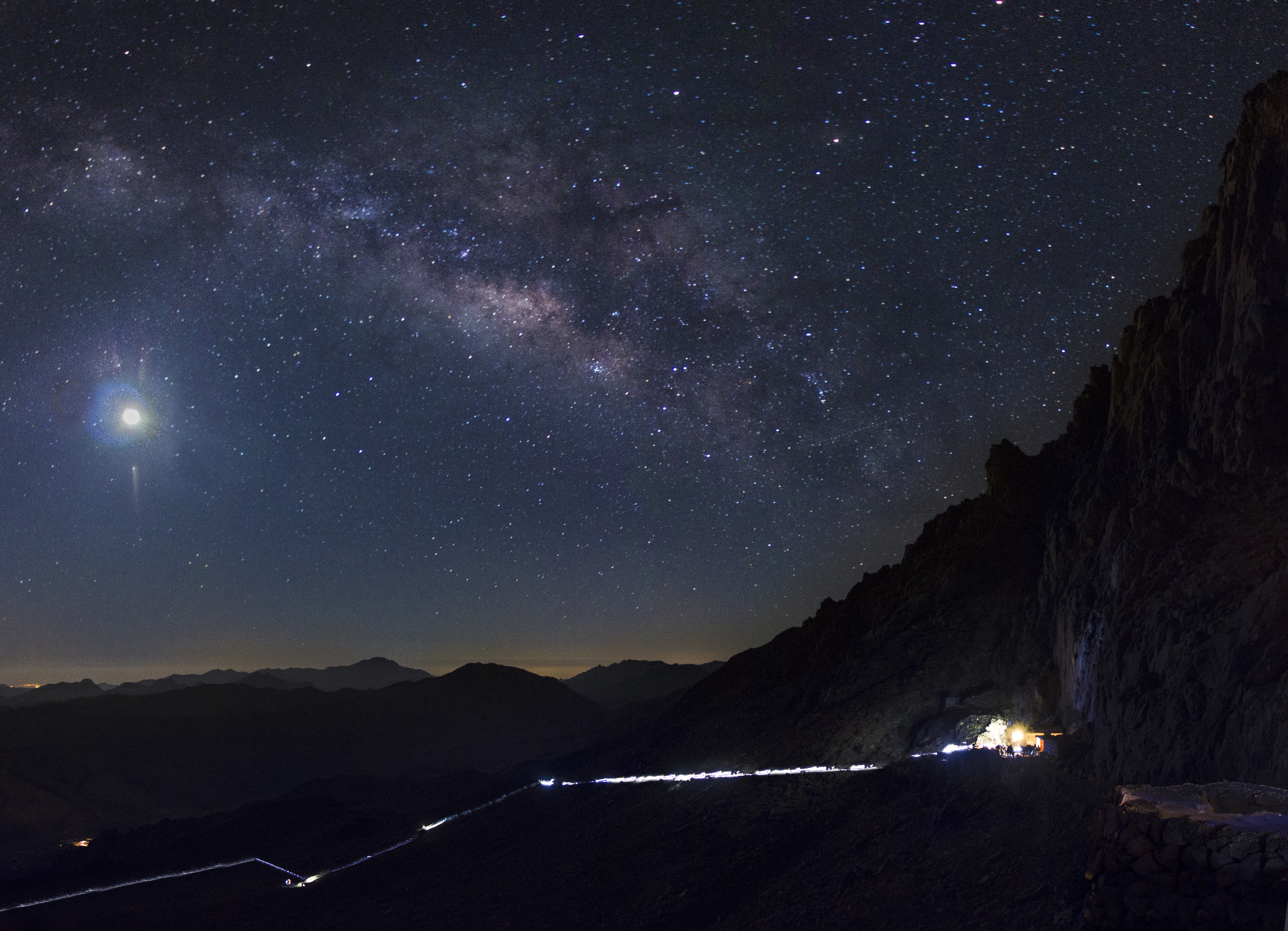
ذراع المجرة من جبل موسى في سيناء بمصر

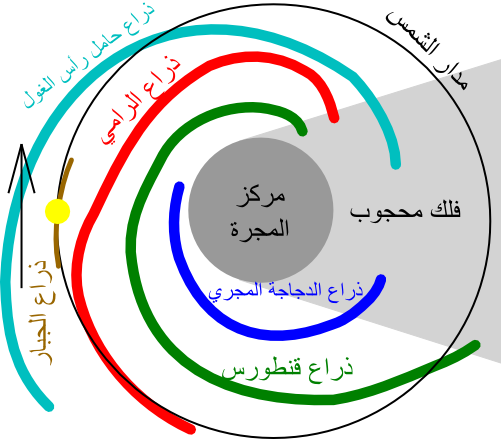
أذرعة المجرة، وذراع الجبار هو القوس القصير بني اللون، وتقع عليه المجموعة الشمسية (أصفر)، متفرعا من ذراع رامي القوس Sagittarius-Carina، إلا أن بعض العلماء يراه جزءا من ذراع حامل رأس الغول Perseus Arm.

أذرع المجرة وموقع الشمس، وتبين الاتجاهات المختلفة الممتدة من موقع الشمس (أصفر) المجموعات النجمية التي ترى على امتداد تلك الاتجاهات. كما يبين الشكل منطقة لا تُرى النجوم فيها على قرص المجرة بسبب كثافة الضوء والغبار في مركز المجرة.

ذراع الجبار في الفلك (بالإنجليزية: Orion Arm) هو أحد الأذرعة الحلزونية المليئة بالنجوم في مجرتنا، مجرة درب التبانة وتنتمي المجموعة الشمسية إليه. يجاورنا من الخارج ذراعا طويلا غاصا بالنجوم وهو ذراع حامل رأس الغول Perseus Arm ، كمل يجاورنا نحو داخل المجرة ذراع رامي القوس الذي يمتد إلى الداخل حلزونيا حتى يصل إلى مركز المجرة، ويتلوه نحو الداخل ذراع قنطورس الذي يسمى أحيانا بالإنجليزية Scutum-Crux Arm.
ويعتبر ذراع الجبار ذراعا قصيرا نسبيا حيث يبلغ طوله نحو 10.000 سنة ضوئية وعرضه 3.500 سنة ضوئية.
ويسمى أحيان الذراع المحلي، ويحتسبه بعض العلماء بأنه جزء فرعي من ذراع حامل رأس الغول. يبعد ذراع الجبار نحو 26.000 سنة ضوئية من مركز المجرة.
وتوصف المجرة بأنها في شكل قرص يدور حول نفسه في دورة مقدارها 250 مليون سنة. وتدور فيه النجوم بسرعات مختلفة حيث تكون سرعات النجوم الداخلية أسرع من النجوم الواقعة على حافة القرص. ونتيجة لذلك مع اختلافات في الجاذبية بحسب كثرة النجوم في بعض المناطق فيؤدي ذلك إلى تكون تجمعات للنجوم في هيئة الأذرعة الحلزونية تمتد من مركز المجرة إلى الخارج. وكذلك بينت القياسات الفلكية الجارية في العقد الماضي أن مركز المجرة يوجد به ثقب أسود تبلغ كتلته نحو مليوني كتلة شمسيةٍٍ.
ويوضح الشكل مكان تواجد المجموعة الشمسية (البقعة الصفراء)، وهي تنتمي إلى ذراع الجبار Orion قريبا من ذراع رامي القوس وذراع حامل رأس الغول قريبا من حافة المجرة. ويعتبر ذراع الدجاجة المجري Norma Arm أو Cygnus Arm هو أقرب الأذرعة إلى مركز المجرة.
ويبين الشكل أيضا اتجاه دوران المجموعة الشمسية في المجرة، وهي تبعد عن المركز نحو 26 ألف سنة ضوئية. وإذا نظرنا إلى السماء ليلا فإننا نرى الطريق اللبني ممتدا عبر السماء من أفق إلى الأفق الآخر، وذلك لأننا نرى قرص المجرة من الجانب. كما نلاحظ مركز المجرة حيث تزيد فيه تجمعات النجوم وتشتد إضاءته. وتحجب شدة الإضاءة وكثرة الغبار الكوني في مركز المجرة رؤية ما ورائها من النجوم، وتلك المنطقة مبينة في الشكل Obsured ، بمعني مختفية وغير واضحة.

## بعض التجمعات النجمية في ذراع الجبار

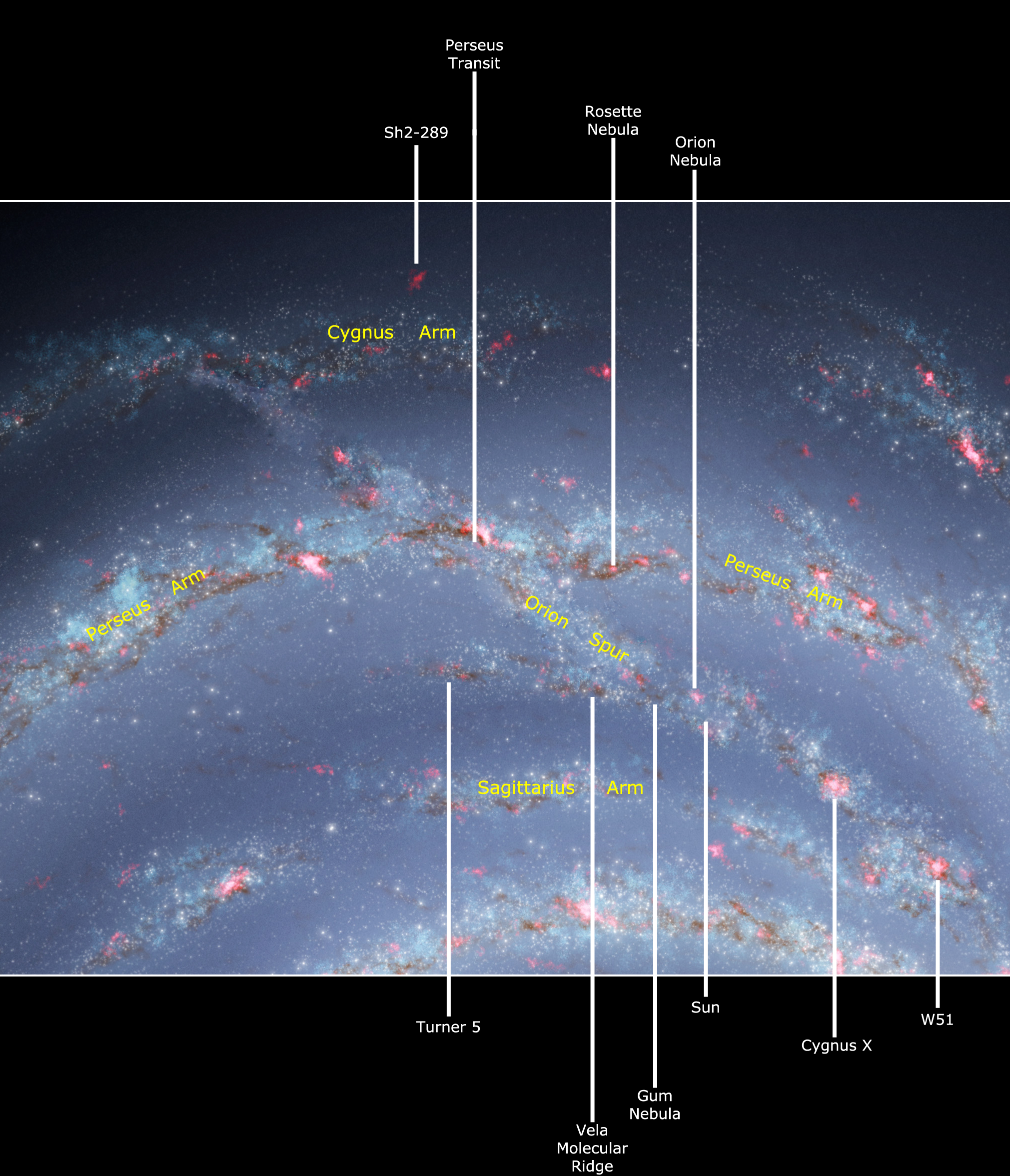
شكل ذراع الجبار طبقا للمرجع :

يحوي ذراع الجبار بعضا من التجمعات النجمية من فهرس مسييه:
- عنقود الفراشة (مسييه 6)
- عنقود بطليموس أو مسييه 7
- مسييه 27 سديم دمبل
- زوج نجمي فينيكه 4 أو مسييه 40
- سديم الجبار (M42)
- الثريا (عنقود نجمي) (مسييه 45)
- سديم الحلقة (M57)
- سديم دمبل الصغير (M76)
- سديم البومة (M97)

## اقرأ أيضا
- ذراع حامل رأس الغول
- ذراع الدجاجة المجري
- سماء الشتاء
- سماء الصيف
- علم الفلك للأشعة السينية
- كويكبات
- منطقة هيدروجين II
- سديم السرطان
- نجم
- مجرة
- قزم أبيض
- عملاق أحمر
- الانفجار العظيم
- خط زمني للانفجار العظيم
- نجم نيوتروني
- ثقب أسود

## وصلات خارجية
- موقع «الكون» في الإنترنت